# Paraguay en la Copa América Femenina 2022
La Copa América Femenina 2022 llevó a cabo del 8 al 30 de julio Paraguay fue uno de los 10 participantes.

## Plantel
El 21 de junio de 2022, la APF anunció a las 23 jugadoras.
DT:  Marcello Frigério
| No. | Pos. | Jugadora          | Fecha de nacimiento (edad)         | Apa. | Goles | Club                 |
| --- | ---- | ----------------- | ---------------------------------- | ---- | ----- | -------------------- |
| 1   | POR  | Cristina Recalde  | 29 de marzo de 1994 (28 años)      |      |       | Juan Grande          |
| 2   | DEF  | Limpia Fretes     | 24 de junio de 2000 (22 años)      |      |       | Libertad/Limpeño     |
| 3   | DEF  | Lorena Alonso     | 1 de abril de 1998 (24 años)       |      |       | Millonarios          |
| 4   | DEF  | Daysy Bareiro     | 19 de enero de 2001 (21 años)      |      |       | Juan Grande          |
| 5   | DEF  | Verónica Riveros  | 23 de abril de 1987 (35 años)      |      |       | São José             |
| 6   | DEF  | Dulce Quintana    | 6 de febrero de 1989 (33 años)     |      |       | Secciò Esportiva AEM |
| 7   | MED  | Fabiola Sandoval  | 27 de mayo de 1999 (23 años)       |      |       | Avaí/Kindermann      |
| 8   | MED  | Rosa Miño         | 13 de julio de 1999 (22 años)      |      |       | Atlético Ouriense    |
| 9   | MED  | Lice Chamorro     | 22 de diciembre de 1998 (23 años)  |      |       | Deportivo Alavés     |
| 10  | DEL  | Jessica Martínez  | 14 de junio de 1999 (23 años)      |      |       | Sevilla              |
| 11  | MED  | Fany Gauto        | 19 de agosto de 1992 (29 años)     |      |       | Ferroviária          |
| 12  | POR  | Alicia Bobadilla  | 5 de junio de 1994 (28 años)       |      |       | San Lorenzo          |
| 13  | DEL  | Graciela Martínez | 24 de mayo de 2001 (21 años)       |      |       | Vasco da Gama        |
| 14  | DEF  | Tania Riso        | 26 de enero de 1994 (28 años)      |      |       | Secciò Esportiva AEM |
| 15  | MED  | Fanny Godoy       | 21 de enero de 1998 (24 años)      |      |       | Juan Grande          |
| 16  | MED  | Ramona Martínez   | 21 de julio de 1996 (25 años)      |      |       | Libertad/Limpeño     |
| 17  | DEL  | Gloria Villamayor | 10 de abril de 1992 (30 años)      |      |       | Toluca               |
| 18  | MED  | Camila Arrieta    | 16 de septiembre de 2001 (20 años) |      |       | Avaí/Kindermann      |
| 19  | DEL  | Rebeca Fernández  | 1 de diciembre de 1991 (30 años)   |      |       | Universidad de Chile |
| 20  | MED  | Lourdes González  | 16 de julio de 1999 (22 años)      |      |       | Cerro Porteño        |
| 21  | DEF  | María Martínez    | 24 de mayo de 1999 (23 años)       |      |       | Libertad/Limpeño     |
| 22  | POR  | Gloria Saleb      | 12 de junio de 1991 (31 años)      |      |       | Olimpia              |
| 23  | MED  | Fátima Acosta     | 7 de mayo de 2005 (17 años)        |      |       | Resistencia          |

## Participación

### Partidos
| Fecha         | Lugar       | Instancia                    | Local     |                      | Resultado |                     | Visitante |
| ------------- | ----------- | ---------------------------- | --------- | -------------------- | --------- | ------------------- | --------- |
| 8 de julio    | Cali        | Fase de grupos               | Colombia  | Bandera de Colombia  | 4:2 (2:1) | Bandera de Paraguay | Paraguay  |
| 11 de julio   | Cali        | Fase de grupos               | Paraguay  | Bandera de Paraguay  | 4:2 (2:1) | Bandera de Chile    | Chile     |
| 14 de julio   | Cali        | Fase de grupos               | Paraguay  | Bandera de Paraguay  | 2:0 (1:0) | Bandera de Bolivia  | Bolivia   |
| 20 de julio   | Cali        | Fase de grupos               | Ecuador   | Bandera de Ecuador   | 1:2 (1:1) | Bandera de Paraguay | Paraguay  |
| 25 de julio   | Bucaramanga | Semifinales                  | Brasil    | Bandera de Brasil    | 2:0 (2:0) | Bandera de Paraguay | Paraguay  |
| 29 de julio   | Armenia     | Definición del tercer puesto | Argentina | Bandera de Argentina | 3:1 (0:1) | Bandera de Paraguay | Paraguay  |
| 23 de febrero | Hamilton    | Repechaje Internacional      | Paraguay  | Bandera de Paraguay  | 0:1 (0:0) | Bandera de Panamá   | Panamá    |

### Fase de grupos - Grupo A
| Equipo   | Pts | PJ | PG | PE | PP | GF | GC | Dif |
| -------- | --- | -- | -- | -- | -- | -- | -- | --- |
| Colombia | 12  | 4  | 4  | 0  | 0  | 13 | 3  | 10  |
| Paraguay | 9   | 4  | 3  | 0  | 1  | 9  | 7  | 2   |
| Chile    | 6   | 4  | 2  | 0  | 2  | 9  | 8  | 1   |
| Ecuador  | 3   | 4  | 1  | 0  | 3  | 9  | 7  | 2   |
| Bolivia  | 0   | 4  | 0  | 0  | 4  | 1  | 16 | -15 |

     — Clasificado para las semifinales.

     — Clasificado para la definición por el quinto puesto.

#### Colombia vs. Paraguay
| 8 de julio de 2022, 19:00 | Colombia                                     | 4:2 (2:1)                     | Paraguay                    | Estadio Pascual Guerrero, Cali                               |                                                              |
|                           | Montoya 22', 59' · Ramírez 33' · Vanegas 82' | CONMEBOL Reporte FIFA Reporte | J. Martínez 27' · Gauto 90' | Asistencia: 15 000 espectadores Árbitra: Edina Alves Batista | Asistencia: 15 000 espectadores Árbitra: Edina Alves Batista |

| 1          | Guardameta     | Catalina Pérez   |     |
| 2          | Defensa        | Manuela Vanegas  |     |
| 19         | Defensa        | Jorelyn Carabalí |     |
| 3          | Defensa        | Daniela Arias    |     |
| 20         | Defensa        | Mónica Ramos     |     |
| 5          | Centrocampista | Lorena Bedoya    |     |
| 6          | Centrocampista | Daniela Montoya  | 78' |
| 10         | Centrocampista | Leicy Santos     |     |
| 11         | Centrocampista | Catalina Usme    | 87' |
| 18         | Centrocampista | Linda Caicedo    | 70' |
| 9          | Delantero      | Mayra Ramírez    | 87' |
| Entrenador | Entrenador     | Nelson Abadía    |     |

| 12         | Guardameta     | Alicia Bobadilla  |     |
| 2          | Defensa        | Limpia Fretes     |     |
| 21         | Defensa        | María Martínez    | 66' |
| 5          | Defensa        | Verónica Riveros  |     |
| 4          | Defensa        | Daysy Bareiro     |     |
| 9          | Centrocampista | Lice Chamorro     | 62' |
| 6          | Centrocampista | Dulce Quintana    |     |
| 15         | Centrocampista | Fanny Godoy       |     |
| 18         | Centrocampista | Camila Arrieta    | 56' |
| 10         | Centrocampista | Jessica Martínez  |     |
| 19         | Delantero      | Rebeca Fernández  | 63' |
| Entrenador | Entrenador     | Marcello Frigério |     |

| 4  | Centrocampista | Diana Ospina   | 70' |
| 7  | Delantero      | Gisela Robledo | 78' |
| 15 | Delantero      | Tatiana Ariza  | 87' |
| 23 | Delantero      | Elexa Bahr     | 87' |

| 7  | Centrocampista | Fabiola Sandoval | 56' |
| 11 | Centrocampista | Fany Gauto       | 62' |
| 20 | Centrocampista | Lourdes González | 63' |
| 16 | Centrocampista | Ramona Martínez  | 66' |

| Anotado | 22' | Daniela Montoya | 1:0 |
| Anotado | 33' | Mayra Ramírez   | 2:1 |
| Anotado | 59' | Daniela Montoya | 3:1 |
| Anotado | 82' | Manuela Vanegas | 4:1 |

| Anotado | 27' | Jessica Martínez | 1:1 |
| Anotado | 90' | Fany Gauto       | 4:2 |

| Amonestado | 38'   | Lorena Bedoya  |
| Amonestado | 88'   | Catalina Pérez |
| Amonestado | 90+5' | Diana Ospina   |

| Amonestado | 29' | Jessica Martínez |

| Árbitra             | Edina Alves Batista |
| Árbitras asistentes | Neuza Back          |
| Árbitras asistentes | Mariana de Almeida  |
| Cuarta árbitra      | Elizabeth Tintaya   |

| 1          | Guardameta     | Catalina Pérez   |     |
| 2          | Defensa        | Manuela Vanegas  |     |
| 19         | Defensa        | Jorelyn Carabalí |     |
| 3          | Defensa        | Daniela Arias    |     |
| 20         | Defensa        | Mónica Ramos     |     |
| 5          | Centrocampista | Lorena Bedoya    |     |
| 6          | Centrocampista | Daniela Montoya  | 78' |
| 10         | Centrocampista | Leicy Santos     |     |
| 11         | Centrocampista | Catalina Usme    | 87' |
| 18         | Centrocampista | Linda Caicedo    | 70' |
| 9          | Delantero      | Mayra Ramírez    | 87' |
| Entrenador | Entrenador     | Nelson Abadía    |     |

| 12         | Guardameta     | Alicia Bobadilla  |     |
| 2          | Defensa        | Limpia Fretes     |     |
| 21         | Defensa        | María Martínez    | 66' |
| 5          | Defensa        | Verónica Riveros  |     |
| 4          | Defensa        | Daysy Bareiro     |     |
| 9          | Centrocampista | Lice Chamorro     | 62' |
| 6          | Centrocampista | Dulce Quintana    |     |
| 15         | Centrocampista | Fanny Godoy       |     |
| 18         | Centrocampista | Camila Arrieta    | 56' |
| 10         | Centrocampista | Jessica Martínez  |     |
| 19         | Delantero      | Rebeca Fernández  | 63' |
| Entrenador | Entrenador     | Marcello Frigério |     |

| 4  | Centrocampista | Diana Ospina   | 70' |
| 7  | Delantero      | Gisela Robledo | 78' |
| 15 | Delantero      | Tatiana Ariza  | 87' |
| 23 | Delantero      | Elexa Bahr     | 87' |

| 7  | Centrocampista | Fabiola Sandoval | 56' |
| 11 | Centrocampista | Fany Gauto       | 62' |
| 20 | Centrocampista | Lourdes González | 63' |
| 16 | Centrocampista | Ramona Martínez  | 66' |

| Anotado | 22' | Daniela Montoya | 1:0 |
| Anotado | 33' | Mayra Ramírez   | 2:1 |
| Anotado | 59' | Daniela Montoya | 3:1 |
| Anotado | 82' | Manuela Vanegas | 4:1 |

| Anotado | 27' | Jessica Martínez | 1:1 |
| Anotado | 90' | Fany Gauto       | 4:2 |

| Amonestado | 38'   | Lorena Bedoya  |
| Amonestado | 88'   | Catalina Pérez |
| Amonestado | 90+5' | Diana Ospina   |

| Amonestado | 29' | Jessica Martínez |

| Árbitra             | Edina Alves Batista |
| Árbitras asistentes | Neuza Back          |
| Árbitras asistentes | Mariana de Almeida  |
| Cuarta árbitra      | Elizabeth Tintaya   |

| Estadísticas      | Bandera de Colombia | Bandera de Paraguay |
| Tiros             | 20                  | 8                   |
| Tiros a puerta    | 7                   | 2                   |
| Faltas            | 22                  | 11                  |
| Saques de esquina | 10                  | 3                   |
| Penaltis          | 0                   | 0                   |
| Fueras de juego   | 2                   | 0                   |
| Posesión de balón | 64%                 | 36%                 |

#### Paraguay vs. Chile
| 11 de julio de 2022, 16:00 | Paraguay                                      | 3:2 (2:1)                     | Chile                   | Estadio Pascual Guerrero, Cali                          |                                                         |
|                            | Fernández 3' · J. Martínez 12' · Sandoval 56' | CONMEBOL Reporte FIFA Reporte | Pardo 34' · Acuña 90+2' | Asistencia: 1 500 espectadores Árbitra: Yercinia Correa | Asistencia: 1 500 espectadores Árbitra: Yercinia Correa |

| 12         | Guardameta     | Alicia Bobadilla  |     |
| 18         | Defensa        | Camila Arrieta    |     |
| 5          | Defensa        | Verónica Riveros  |     |
| 21         | Defensa        | María Martínez    |     |
| 2          | Defensa        | Limpia Fretes     |     |
| 7          | Centrocampista | Fabiola Sandoval  |     |
| 15         | Centrocampista | Fanny Godoy       | 65' |
| 6          | Centrocampista | Dulce Quintana    |     |
| 16         | Centrocampista | Ramona Martínez   | 82' |
| 10         | Delantero      | Jessica Martínez  |     |
| 19         | Delantero      | Rebeca Fernández  | 64' |
| Entrenador | Entrenador     | Marcello Frigério |     |

| 1          | Guardameta     | Christiane Endler   |     |
| 16         | Defensa        | Geraldine Leyton    | 65' |
| 14         | Defensa        | Daniela Pardo       |     |
| 18         | Defensa        | Camila Sáez         |     |
| 17         | Defensa        | Javiera Toro        |     |
| 6          | Centrocampista | Nayadet López Opazo | 46' |
| 15         | Centrocampista | Daniela Zamora      |     |
| 8          | Centrocampista | Karen Araya         | 46' |
| 4          | Centrocampista | Francisca Lara      |     |
| 10         | Centrocampista | Yanara Aedo         | 72' |
| 9          | Delantero      | María José Urrutia  | 46' |
| Entrenador | Entrenador     | José Letelier       |     |

| 9  | Centrocampista | Lice Chamorro | 64' |
| 8  | Centrocampista | Rosa Miño     | 65' |
| 11 | Centrocampista | Fany Gauto    | 82' |

| 13 | Delantero      | Javiera Grez        | 46' |
| 2  | Delantero      | Valentina Navarrete | 46' |
| 3  | Defensa        | Carla Guerrero      | 46' |
| 7  | Delantero      | Yenny Acuña         | 65' |
| 20 | Centrocampista | Yastin Jiménez      | 72' |

| Anotado | 3'  | Rebeca Fernández | 1:0 |
| Anotado | 12' | Jessica Martínez | 2:0 |
| Anotado | 56' | Fabiola Sandoval | 3:1 |

| Anotado | 34'   | Daniela Pardo | 2:1 |
| Anotado | 90+2' | Yenny Acuña   | 3:2 |

| Amonestado | 24'   | Ramona Martínez  |
| Amonestado | 30'   | Jessica Martínez |
| Amonestado | 45+2' | Fanny Godoy      |

| Amonestado | 41' | Daniela Pardo |

| Árbitra             | Yercinia Correa |
| Árbitras asistentes | Thaity Dugarte  |
| Árbitras asistentes | Thyty Rodríguez |
| Cuarta árbitra      | Anahí Fernández |

| 12         | Guardameta     | Alicia Bobadilla  |     |
| 18         | Defensa        | Camila Arrieta    |     |
| 5          | Defensa        | Verónica Riveros  |     |
| 21         | Defensa        | María Martínez    |     |
| 2          | Defensa        | Limpia Fretes     |     |
| 7          | Centrocampista | Fabiola Sandoval  |     |
| 15         | Centrocampista | Fanny Godoy       | 65' |
| 6          | Centrocampista | Dulce Quintana    |     |
| 16         | Centrocampista | Ramona Martínez   | 82' |
| 10         | Delantero      | Jessica Martínez  |     |
| 19         | Delantero      | Rebeca Fernández  | 64' |
| Entrenador | Entrenador     | Marcello Frigério |     |

| 1          | Guardameta     | Christiane Endler   |     |
| 16         | Defensa        | Geraldine Leyton    | 65' |
| 14         | Defensa        | Daniela Pardo       |     |
| 18         | Defensa        | Camila Sáez         |     |
| 17         | Defensa        | Javiera Toro        |     |
| 6          | Centrocampista | Nayadet López Opazo | 46' |
| 15         | Centrocampista | Daniela Zamora      |     |
| 8          | Centrocampista | Karen Araya         | 46' |
| 4          | Centrocampista | Francisca Lara      |     |
| 10         | Centrocampista | Yanara Aedo         | 72' |
| 9          | Delantero      | María José Urrutia  | 46' |
| Entrenador | Entrenador     | José Letelier       |     |

| 9  | Centrocampista | Lice Chamorro | 64' |
| 8  | Centrocampista | Rosa Miño     | 65' |
| 11 | Centrocampista | Fany Gauto    | 82' |

| 13 | Delantero      | Javiera Grez        | 46' |
| 2  | Delantero      | Valentina Navarrete | 46' |
| 3  | Defensa        | Carla Guerrero      | 46' |
| 7  | Delantero      | Yenny Acuña         | 65' |
| 20 | Centrocampista | Yastin Jiménez      | 72' |

| Anotado | 3'  | Rebeca Fernández | 1:0 |
| Anotado | 12' | Jessica Martínez | 2:0 |
| Anotado | 56' | Fabiola Sandoval | 3:1 |

| Anotado | 34'   | Daniela Pardo | 2:1 |
| Anotado | 90+2' | Yenny Acuña   | 3:2 |

| Amonestado | 24'   | Ramona Martínez  |
| Amonestado | 30'   | Jessica Martínez |
| Amonestado | 45+2' | Fanny Godoy      |

| Amonestado | 41' | Daniela Pardo |

| Árbitra             | Yercinia Correa |
| Árbitras asistentes | Thaity Dugarte  |
| Árbitras asistentes | Thyty Rodríguez |
| Cuarta árbitra      | Anahí Fernández |

| Estadísticas      | Bandera de Paraguay | Bandera de Chile |
| Tiros             | 11                  | 13               |
| Tiros a puerta    | 5                   | 6                |
| Faltas            | 25                  | 14               |
| Saques de esquina | 4                   | 4                |
| Penaltis          | 0                   | 0                |
| Fueras de juego   | 4                   | 2                |
| Posesión de balón | 38%                 | 62%              |

#### Paraguay vs. Bolivia
| 14 de julio de 2022, 16:00 | Paraguay                        | 2:0 (1:0)                     | Bolivia | Estadio Pascual Guerrero, Cali                        |                                                       |
|                            | R. Martínez 10' · Fernández 71' | CONMEBOL Reporte FIFA Reporte |         | Asistencia: 500 espectadores Árbitra: Anahí Fernández | Asistencia: 500 espectadores Árbitra: Anahí Fernández |

| 12         | Guardameta     | Alicia Bobadilla  |     |
| 4          | Defensa        | Daysy Bareiro     |     |
| 5          | Defensa        | Verónica Riveros  |     |
| 21         | Defensa        | María Martínez    |     |
| 2          | Defensa        | Limpia Fretes     |     |
| 7          | Centrocampista | Fabiola Sandoval  | 46' |
| 15         | Centrocampista | Fanny Godoy       | 75' |
| 11         | Centrocampista | Fany Gauto        | 82' |
| 16         | Centrocampista | Ramona Martínez   | 75' |
| 9          | Delantero      | Lice Chamorro     |     |
| 19         | Delantero      | Rebeca Fernández  | 82' |
| Entrenador | Entrenador     | Marcello Frigério |     |

| 23          | Guardameta     | Alba Salazar        |     |
| 18          | Defensa        | Yoselín Basualde    |     |
| 2           | Defensa        | Yuditza Salvatierra | 23' |
| 13          | Defensa        | Ericka Morales      |     |
| 15          | Defensa        | Aidé Mendiola       |     |
| 3           | Defensa        | Olga Sandoval       |     |
| 7           | Centrocampista | Ana Paula Rojas     |     |
| 22          | Centrocampista | Brandy Flores       | 46' |
| 5           | Centrocampista | Érika Salvatierra   |     |
| 9           | Delantero      | María José Urrutia  | 80' |
| 21          | Delantero      | Marilin Rojas       |     |
| Entrenadora | Entrenadora    | Rosana Gómez        |     |

| 23 | Centrocampista | Fátima Acosta     | 46' |
| 18 | Centrocampista | Camila Arrieta    | 75' |
| 6  | Defensa        | Dulce Quintana    | 75' |
| 8  | Centrocampista | Rosa Miño         | 82' |
| 17 | Delantero      | Gloria Villamayor | 82' |

| 11 | Delantero      | Ilsen Rodríguez | 23' |
| 8  | Centrocampista | Paola Guzmán    | 46' |
| 20 | Delantero      | Alizia Bejarano | 80' |

| Anotado | 10' | Ramona Martínez  | 1:0 |
| Anotado | 71' | Rebeca Fernández | 2:0 |

| Amonestado | 50' | Alicia Bobadilla  |
| Amonestado | 88' | Gloria Villamayor |

| Amonestado | 34' | Aidé Mendiola |
| Amonestado | 60' | Paola Guzmán  |

| Árbitra             | Anahí Fernández   |
| Árbitras asistentes | Luciana Mascarana |
| Árbitras asistentes | Adela Sanchez     |
| Cuarta árbitra      | Elizabeth Tintaya |

| 12         | Guardameta     | Alicia Bobadilla  |     |
| 4          | Defensa        | Daysy Bareiro     |     |
| 5          | Defensa        | Verónica Riveros  |     |
| 21         | Defensa        | María Martínez    |     |
| 2          | Defensa        | Limpia Fretes     |     |
| 7          | Centrocampista | Fabiola Sandoval  | 46' |
| 15         | Centrocampista | Fanny Godoy       | 75' |
| 11         | Centrocampista | Fany Gauto        | 82' |
| 16         | Centrocampista | Ramona Martínez   | 75' |
| 9          | Delantero      | Lice Chamorro     |     |
| 19         | Delantero      | Rebeca Fernández  | 82' |
| Entrenador | Entrenador     | Marcello Frigério |     |

| 23          | Guardameta     | Alba Salazar        |     |
| 18          | Defensa        | Yoselín Basualde    |     |
| 2           | Defensa        | Yuditza Salvatierra | 23' |
| 13          | Defensa        | Ericka Morales      |     |
| 15          | Defensa        | Aidé Mendiola       |     |
| 3           | Defensa        | Olga Sandoval       |     |
| 7           | Centrocampista | Ana Paula Rojas     |     |
| 22          | Centrocampista | Brandy Flores       | 46' |
| 5           | Centrocampista | Érika Salvatierra   |     |
| 9           | Delantero      | María José Urrutia  | 80' |
| 21          | Delantero      | Marilin Rojas       |     |
| Entrenadora | Entrenadora    | Rosana Gómez        |     |

| 23 | Centrocampista | Fátima Acosta     | 46' |
| 18 | Centrocampista | Camila Arrieta    | 75' |
| 6  | Defensa        | Dulce Quintana    | 75' |
| 8  | Centrocampista | Rosa Miño         | 82' |
| 17 | Delantero      | Gloria Villamayor | 82' |

| 11 | Delantero      | Ilsen Rodríguez | 23' |
| 8  | Centrocampista | Paola Guzmán    | 46' |
| 20 | Delantero      | Alizia Bejarano | 80' |

| Anotado | 10' | Ramona Martínez  | 1:0 |
| Anotado | 71' | Rebeca Fernández | 2:0 |

| Amonestado | 50' | Alicia Bobadilla  |
| Amonestado | 88' | Gloria Villamayor |

| Amonestado | 34' | Aidé Mendiola |
| Amonestado | 60' | Paola Guzmán  |

| Árbitra             | Anahí Fernández   |
| Árbitras asistentes | Luciana Mascarana |
| Árbitras asistentes | Adela Sanchez     |
| Cuarta árbitra      | Elizabeth Tintaya |

| Estadísticas      | Bandera de Paraguay | Bandera de Bolivia |
| Tiros             | 28                  | 6                  |
| Tiros a puerta    | 13                  | 3                  |
| Faltas            | 13                  | 1                  |
| Saques de esquina | 9                   | 1                  |
| Penaltis          | 0                   | 0                  |
| Fueras de juego   | 3                   | 2                  |
| Posesión de balón | 63%                 | 37%                |

#### Ecuador vs. Paraguay
| 20 de julio de 2022, 19:00 | Ecuador    | 1:2 (1:1)                     | Paraguay                         | Estadio Pascual Guerrero, Cali                        |                                                       |
|                            | Real 45+1' | CONMEBOL Reporte FIFA Reporte | J. Martínez 30' · Chamorro 90+1' | Asistencia: 250 espectadores Árbitra: Yercinia Correa | Asistencia: 250 espectadores Árbitra: Yercinia Correa |

| 12          | Guardameta     | Andrea Morán     |     |
| 14          | Defensa        | Danna Pesántes   | 87' |
| 16          | Defensa        | Ligia Moreira    |     |
| 5           | Defensa        | Erika Gracia     |     |
| 19          | Defensa        | Kerlly Real      |     |
| 11          | Centrocampista | Ámbar Torres     | 37' |
| 4           | Centrocampista | Stefany Cedeño   |     |
| 8           | Centrocampista | Marthina Aguirre | 64' |
| 10          | Delantero      | Karen Flores     | 64' |
| 9           | Delantero      | Nayely Bolaños   |     |
| 13          | Delantero      | Nicole Charcopa  |     |
| Entrenadora | Entrenadora    | Emily Lima       |     |

| 12         | Guardameta     | Alicia Bobadilla  |       |
| 2          | Defensa        | Limpia Fretes     |       |
| 21         | Defensa        | María Martínez    |       |
| 5          | Defensa        | Verónica Riveros  |       |
| 18         | Defensa        | Camila Arrieta    |       |
| 16         | Centrocampista | Ramona Martínez   |       |
| 6          | Centrocampista | Dulce Quintana    |       |
| 15         | Centrocampista | Fanny Godoy       |       |
| 7          | Centrocampista | Fabiola Sandoval  | 74'   |
| 19         | Delantero      | Rebeca Fernández  | 61'   |
| 10         | Delantero      | Jessica Martínez  | 90+3' |
| Entrenador | Entrenador     | Marcello Frigério |       |

| 21 | Centrocampista | Giannina Lattanzio | 37' |
| 6  | Centrocampista | Manoly Baquerizo   | 64' |
| 7  | Centrocampista | Emily Arias        | 64' |
| 17 | Centrocampista | Joselyn Espinales  | 87' |

| 9  | Centrocampista | Lice Chamorro | 61'   |
| 11 | Centrocampista | Fany Gauto    | 74'   |
| 3  | Defensa        | Lorena Alonso | 90+3' |

| Anotado | 45+1' | Kerlly Real | 1:1 |

| Anotado | 30'   | Jessica Martínez | 0:1 |
| Anotado | 90+1' | Lice Chamorro    | 1:2 |

| Amonestado | 51' | Ligia Moreira    |
| Amonestado | 64' | Marthina Aguirre |
| Amonestado | 67' | Emily Arias      |

| Amonestado | 48' | Rebeca Fernández |

| Árbitra             | Yercinia Correa   |
| Árbitras asistentes | Thaity Dugarte    |
| Árbitras asistentes | Thyty Rodríguez   |
| Cuarta árbitra      | Elizabeth Tintaya |

| 12          | Guardameta     | Andrea Morán     |     |
| 14          | Defensa        | Danna Pesántes   | 87' |
| 16          | Defensa        | Ligia Moreira    |     |
| 5           | Defensa        | Erika Gracia     |     |
| 19          | Defensa        | Kerlly Real      |     |
| 11          | Centrocampista | Ámbar Torres     | 37' |
| 4           | Centrocampista | Stefany Cedeño   |     |
| 8           | Centrocampista | Marthina Aguirre | 64' |
| 10          | Delantero      | Karen Flores     | 64' |
| 9           | Delantero      | Nayely Bolaños   |     |
| 13          | Delantero      | Nicole Charcopa  |     |
| Entrenadora | Entrenadora    | Emily Lima       |     |

| 12         | Guardameta     | Alicia Bobadilla  |       |
| 2          | Defensa        | Limpia Fretes     |       |
| 21         | Defensa        | María Martínez    |       |
| 5          | Defensa        | Verónica Riveros  |       |
| 18         | Defensa        | Camila Arrieta    |       |
| 16         | Centrocampista | Ramona Martínez   |       |
| 6          | Centrocampista | Dulce Quintana    |       |
| 15         | Centrocampista | Fanny Godoy       |       |
| 7          | Centrocampista | Fabiola Sandoval  | 74'   |
| 19         | Delantero      | Rebeca Fernández  | 61'   |
| 10         | Delantero      | Jessica Martínez  | 90+3' |
| Entrenador | Entrenador     | Marcello Frigério |       |

| 21 | Centrocampista | Giannina Lattanzio | 37' |
| 6  | Centrocampista | Manoly Baquerizo   | 64' |
| 7  | Centrocampista | Emily Arias        | 64' |
| 17 | Centrocampista | Joselyn Espinales  | 87' |

| 9  | Centrocampista | Lice Chamorro | 61'   |
| 11 | Centrocampista | Fany Gauto    | 74'   |
| 3  | Defensa        | Lorena Alonso | 90+3' |

| Anotado | 45+1' | Kerlly Real | 1:1 |

| Anotado | 30'   | Jessica Martínez | 0:1 |
| Anotado | 90+1' | Lice Chamorro    | 1:2 |

| Amonestado | 51' | Ligia Moreira    |
| Amonestado | 64' | Marthina Aguirre |
| Amonestado | 67' | Emily Arias      |

| Amonestado | 48' | Rebeca Fernández |

| Árbitra             | Yercinia Correa   |
| Árbitras asistentes | Thaity Dugarte    |
| Árbitras asistentes | Thyty Rodríguez   |
| Cuarta árbitra      | Elizabeth Tintaya |

| Estadísticas      | Bandera de Ecuador | Bandera de Paraguay |
| Tiros             | 15                 | 18                  |
| Tiros a puerta    | 2                  | 7                   |
| Faltas            | 19                 | 16                  |
| Saques de esquina | 8                  | 6                   |
| Penaltis          | 0                  | 0                   |
| Fueras de juego   | 0                  | 6                   |
| Posesión de balón | 55%                | 45%                 |

### Semifinales

#### Brasil vs. Paraguay
| 26 de julio de 2022, 19:00 | Brasil                             | 2:0 (2:0)                     | Paraguay | Estadio Alfonso López, Bucaramanga                      |                                                         |
|                            | Ary Borges 16' · Bia Zaneratto 28' | CONMEBOL Reporte FIFA Reporte |          | Asistencia: 5 832 espectadores Árbitra: Anahí Fernández | Asistencia: 5 832 espectadores Árbitra: Anahí Fernández |

| 1           | Guardameta     | Lorena        |     |
| 6           | Defensa        | Tamires       |     |
| 4           | Defensa        | Rafaelle      | 71' |
| 15          | Defensa        | Tainara       |     |
| 13          | Defensa        | Antônia       | 81' |
| 11          | Centrocampista | Adriana       |     |
| 8           | Centrocampista | Angelina      |     |
| 17          | Centrocampista | Ary Borges    | 58' |
| 21          | Centrocampista | Kerolin       | 81' |
| 9           | Delantero      | Debinha       | 71' |
| 16          | Delantero      | Bia Zaneratto |     |
| Entrenadora | Entrenadora    | Pia Sundhage  |     |

| 12         | Guardameta     | Alicia Bobadilla  |       |
| 16         | Defensa        | Ramona Martínez   |       |
| 21         | Defensa        | María Martínez    |       |
| 5          | Defensa        | Verónica Riveros  | 86'   |
| 4          | Defensa        | Daysy Bareiro     | 90+1' |
| 10         | Centrocampista | Jessica Martínez  |       |
| 15         | Centrocampista | Fanny Godoy       | 86'   |
| 6          | Centrocampista | Dulce Quintana    |       |
| 7          | Centrocampista | Fabiola Sandoval  |       |
| 19         | Delantero      | Rebeca Fernández  | 73'   |
| 11         | Delantero      | Fany Gauto        |       |
| Entrenador | Entrenador     | Marcello Frigério |       |

| 14 | Centrocampista | Duda Sampaio  | 58' |
| 18 | Delantero      | Geyse         | 71' |
| 3  | Defensa        | Kathellen     | 71' |
| 7  | Delantero      | Gabi Portilho | 81' |
| 20 | Defensa        | Fe Palermo    | 81' |

| 23 | Centrocampista | Fátima Acosta     | 73'   |
| 3  | Defensa        | Lorena Alonso     | 86'   |
| 8  | Centrocampista | Rosa Miño         | 86'   |
| 13 | Delantero      | Graciela Martínez | 90+1' |

| Anotado | 16' | Ary Borges    | 1:0 |
| Anotado | 28' | Bia Zaneratto | 2:0 |

| Amonestado | 35' | Ary Borges |

| Amonestado | 45' | María Martínez |

| Árbitra             | Anahí Fernández   |
| Árbitras asistentes | Luciana Mascarana |
| Árbitras asistentes | Adela Sanchez     |
| Cuarta árbitra      | Yercinia Correa   |

| 1           | Guardameta     | Lorena        |     |
| 6           | Defensa        | Tamires       |     |
| 4           | Defensa        | Rafaelle      | 71' |
| 15          | Defensa        | Tainara       |     |
| 13          | Defensa        | Antônia       | 81' |
| 11          | Centrocampista | Adriana       |     |
| 8           | Centrocampista | Angelina      |     |
| 17          | Centrocampista | Ary Borges    | 58' |
| 21          | Centrocampista | Kerolin       | 81' |
| 9           | Delantero      | Debinha       | 71' |
| 16          | Delantero      | Bia Zaneratto |     |
| Entrenadora | Entrenadora    | Pia Sundhage  |     |

| 12         | Guardameta     | Alicia Bobadilla  |       |
| 16         | Defensa        | Ramona Martínez   |       |
| 21         | Defensa        | María Martínez    |       |
| 5          | Defensa        | Verónica Riveros  | 86'   |
| 4          | Defensa        | Daysy Bareiro     | 90+1' |
| 10         | Centrocampista | Jessica Martínez  |       |
| 15         | Centrocampista | Fanny Godoy       | 86'   |
| 6          | Centrocampista | Dulce Quintana    |       |
| 7          | Centrocampista | Fabiola Sandoval  |       |
| 19         | Delantero      | Rebeca Fernández  | 73'   |
| 11         | Delantero      | Fany Gauto        |       |
| Entrenador | Entrenador     | Marcello Frigério |       |

| 14 | Centrocampista | Duda Sampaio  | 58' |
| 18 | Delantero      | Geyse         | 71' |
| 3  | Defensa        | Kathellen     | 71' |
| 7  | Delantero      | Gabi Portilho | 81' |
| 20 | Defensa        | Fe Palermo    | 81' |

| 23 | Centrocampista | Fátima Acosta     | 73'   |
| 3  | Defensa        | Lorena Alonso     | 86'   |
| 8  | Centrocampista | Rosa Miño         | 86'   |
| 13 | Delantero      | Graciela Martínez | 90+1' |

| Anotado | 16' | Ary Borges    | 1:0 |
| Anotado | 28' | Bia Zaneratto | 2:0 |

| Amonestado | 35' | Ary Borges |

| Amonestado | 45' | María Martínez |

| Árbitra             | Anahí Fernández   |
| Árbitras asistentes | Luciana Mascarana |
| Árbitras asistentes | Adela Sanchez     |
| Cuarta árbitra      | Yercinia Correa   |

| Estadísticas      | Bandera de Brasil | Bandera de Paraguay |
| Tiros             | 23                | 9                   |
| Tiros a puerta    | 8                 | 3                   |
| Faltas            | 21                | 9                   |
| Saques de esquina | 4                 | 5                   |
| Penaltis          | 0                 | 0                   |
| Fueras de juego   | 2                 | 1                   |
| Posesión de balón | 69%               | 31%                 |

### Tercer puesto

#### Argentina vs. Paraguay
| 29 de julio de 2022, 16:00 | Argentina                            | 3:1 (0:1)                     | Paraguay         | Estadio Centenario, Armenia                                 |                                                             |
|                            | Rodríguez 78', 90+1' · Bosegundo 90' | CONMEBOL Reporte FIFA Reporte | Nuñez 39' (a.g.) | Asistencia: 4 500 espectadores Árbitra: María Victoria Daza | Asistencia: 4 500 espectadores Árbitra: María Victoria Daza |

| 1          | Guardameta     | Vanina Correa        |     |
| 3          | Defensa        | Eliana Stábile       | 64' |
| 14         | Defensa        | Miriam Mayorga       |     |
| 13         | Defensa        | Sophia Braun         |     |
| 4          | Defensa        | Julieta Cruz         | 46' |
| 15         | Centrocampista | Florencia Bonsegundo |     |
| 8          | Centrocampista | Daiana Falfán        |     |
| 7          | Centrocampista | Romina Núñez         |     |
| 22         | Delantero      | Estefanía Banini     |     |
| 9          | Delantero      | Sole Jaimes          | 86' |
| 11         | Delantero      | Yamila Rodríguez     |     |
| Entrenador | Entrenador     | Germán Portanova     |     |

| 12         | Guardameta     | Alicia Bobadilla    |       |
| 2          | Defensa        | Limpia Fretes       |       |
| 21         | Defensa        | María Martínez      |       |
| 5          | Defensa        | Verónica Riveros    | 90+2' |
| 18         | Defensa        | Arrieta Gómez       | 63'   |
| 16         | Centrocampista | Ramona Martínez     | 90+2' |
| 6          | Centrocampista | Dulce Quintana      |       |
| 15         | Centrocampista | Fanny Godoy         | 51'   |
| 7          | Centrocampista | Sandoval Barrientos |       |
| 19         | Delantero      | Rebeca Fernández    | 62'   |
| 10         | Delantero      | Jessica Martínez    |       |
| Entrenador | Entrenador     | Marcello Frigério   |       |

| 16 | Defensa        | Marina Delgado  | 46' |
| 10 | Centrocampista | Dalila Ippólito | 64' |
| 21 | Delantero      | Érica Lonigro   | 86' |

| 11 | Centrocampista | Fany Gauto        | 51'   |
| 9  | Delantero      | Lice Chamorro     | 62'   |
| 4  | Defensa        | Daysy Bareiro     | 63'   |
| 3  | Defensa        | Lorena Alonso     | 90+2' |
| 20 | Centrocampista | González Oliveira | 90+2' |

| Anotado | 78'   | Yamila Rodríguez     | 1:1 |
| Anotado | 90'   | Florencia Bonsegundo | 2:1 |
| Anotado | 90+1' | Yamila Rodríguez     | 3:1 |

| Anotado · Autogol | 39' | Romina Núñez | 0:1 |

| Amonestado | 23' | Florencia Bonsegundo |
| Amonestado | 60' | Eliana Stábile       |
| Amonestado | 75' | Yamila Rodríguez     |

| Amonestado | 10'   | Fanny Godoy      |
| Amonestado | 87'   | Ramona Martínez  |
| Amonestado | 90+5' | Jessica Martínez |

| Árbitra             | María Victoria Daza |
| Árbitras asistentes | Eliana Ortiz        |
| Árbitras asistentes | Nataly Arteaga      |
| Cuarta árbitra      | Sandra Braz         |

| 1          | Guardameta     | Vanina Correa        |     |
| 3          | Defensa        | Eliana Stábile       | 64' |
| 14         | Defensa        | Miriam Mayorga       |     |
| 13         | Defensa        | Sophia Braun         |     |
| 4          | Defensa        | Julieta Cruz         | 46' |
| 15         | Centrocampista | Florencia Bonsegundo |     |
| 8          | Centrocampista | Daiana Falfán        |     |
| 7          | Centrocampista | Romina Núñez         |     |
| 22         | Delantero      | Estefanía Banini     |     |
| 9          | Delantero      | Sole Jaimes          | 86' |
| 11         | Delantero      | Yamila Rodríguez     |     |
| Entrenador | Entrenador     | Germán Portanova     |     |

| 12         | Guardameta     | Alicia Bobadilla    |       |
| 2          | Defensa        | Limpia Fretes       |       |
| 21         | Defensa        | María Martínez      |       |
| 5          | Defensa        | Verónica Riveros    | 90+2' |
| 18         | Defensa        | Arrieta Gómez       | 63'   |
| 16         | Centrocampista | Ramona Martínez     | 90+2' |
| 6          | Centrocampista | Dulce Quintana      |       |
| 15         | Centrocampista | Fanny Godoy         | 51'   |
| 7          | Centrocampista | Sandoval Barrientos |       |
| 19         | Delantero      | Rebeca Fernández    | 62'   |
| 10         | Delantero      | Jessica Martínez    |       |
| Entrenador | Entrenador     | Marcello Frigério   |       |

| 16 | Defensa        | Marina Delgado  | 46' |
| 10 | Centrocampista | Dalila Ippólito | 64' |
| 21 | Delantero      | Érica Lonigro   | 86' |

| 11 | Centrocampista | Fany Gauto        | 51'   |
| 9  | Delantero      | Lice Chamorro     | 62'   |
| 4  | Defensa        | Daysy Bareiro     | 63'   |
| 3  | Defensa        | Lorena Alonso     | 90+2' |
| 20 | Centrocampista | González Oliveira | 90+2' |

| Anotado | 78'   | Yamila Rodríguez     | 1:1 |
| Anotado | 90'   | Florencia Bonsegundo | 2:1 |
| Anotado | 90+1' | Yamila Rodríguez     | 3:1 |

| Anotado · Autogol | 39' | Romina Núñez | 0:1 |

| Amonestado | 23' | Florencia Bonsegundo |
| Amonestado | 60' | Eliana Stábile       |
| Amonestado | 75' | Yamila Rodríguez     |

| Amonestado | 10'   | Fanny Godoy      |
| Amonestado | 87'   | Ramona Martínez  |
| Amonestado | 90+5' | Jessica Martínez |

| Árbitra             | María Victoria Daza |
| Árbitras asistentes | Eliana Ortiz        |
| Árbitras asistentes | Nataly Arteaga      |
| Cuarta árbitra      | Sandra Braz         |

| Estadísticas      | Bandera de Argentina | Bandera de Paraguay |
| Tiros             | 18                   | 5                   |
| Tiros a puerta    | 6                    | 2                   |
| Faltas            | 14                   | 17                  |
| Saques de esquina | 5                    | 3                   |
| Penaltis          | 0                    | 0                   |
| Fueras de juego   | 1                    | 4                   |
| Posesión de balón | 64%                  | 36%                 |